# Station Jolivet
Station Jolivet was een spoorweghalte langs spoorlijn 34 (Hasselt-Tongeren-Luik) in de Waalse stad Luik. Het lag ten oosten van de stad aan de Jolivetstraat (Rue Jolivet) bij de katholieke Sint-Joriskerk (Eglise Saint-Georges). Er is sprake om het station in 2021 te heropenen onder de nieuwe naam station Coronmeuse naar de nabijgelegen wijk Coronmeuse op de grens tussen de gemeenten Luik en Herstal waar een eindhalte wordt gebouwd van de Luikse tram.

## Aantal instappende reizigers
De grafiek en tabel geven het gemiddeld aantal instappende reizigers weer op een week-, zater- en zondag.
| Tabel: aantal instappende reizigers station Jolivet | Tabel: aantal instappende reizigers station Jolivet | Tabel: aantal instappende reizigers station Jolivet | Tabel: aantal instappende reizigers station Jolivet |
|                                                     | Weekdag                                             | Zaterdag                                            | Zondag                                              |
| --------------------------------------------------- | --------------------------------------------------- | --------------------------------------------------- | --------------------------------------------------- |
| 1977                                                | 33                                                  | 1                                                   | 0                                                   |
| 1978                                                | 43                                                  | 3                                                   | 4                                                   |
| 1979                                                | 47                                                  | 3                                                   | 1                                                   |
| 1980                                                | 43                                                  | 1                                                   | 2                                                   |
| 1981                                                | 48                                                  | 2                                                   | 1                                                   |
| 1982                                                | 45                                                  | 1                                                   | 1                                                   |
| 1983                                                | 35                                                  | 4                                                   | 1                                                   |

Angleur · Bressoux · Chênée · Colonster · Jolivet · Jupille · Kinkempois · Luik-Carré · Luik-Cornillon · Luik-Guillemins · Luik-Haut-Pré · Luik-Longdoz · Luik-Sint-Lambertus · Luik-Vennes · Luik-Vivegnis · Sclessin · Streupas · Val-Benoît
0,0: Hasselt ·
3,7: Godsheide ·
7,2: Diepenbeek ·
15,0: Beverst ·
17,2: Bilzen ·
19,3: Hoeselt ·
22,1: Alt-Hoeselt ·
24,4: 's Herenelderen ·
27,7: Tongeren ·
31,5: Nerem ·
32,0: Vreren-Nerem ·
33,1: Glaaien ·
37,7: Villers-Juprelle ·
40,3: Liers ·
42,9: Milmort ·
43,9: Milmort-Charbonnage ·
45,4: La Préalle ·
46,2: Rue Charlemagne ·
48,0: Herstal ·
49,4: Jolivet ·
50,6: Luik-Vivegnis ·
51,6: Luik-Sint-Lambertus ·
53,0: Luik-Carré ·
54,8: Luik-Guillemins